# Camponotus ezotus
Camponotus ezotus är en myrart som beskrevs av Bolton 1995. Camponotus ezotus ingår i släktet hästmyror, och familjen myror. Inga underarter finns listade.